# Cirsilineol
Cirsilineol es una flavona bioactiva aislada de Artemisia y deTeucrium gnaphalodes.